# Famille Monjaret de Kerjégu
La famille Monjaret de Kergégu est une famille subsistante d'ancienne bourgeoisie originaire de Bretagne. Elle a donné plusieurs hommes politiques, dont un député du Tiers-État aux Etats de Bretagne en 1740 et cinq députés et senateurs depuis le XIXe siècle.

## Histoire
Elle est connue en Bretagne depuis Guillaume Monjaret de Kerjégu, avocat en la juridiction de Lanvollon.
La famille est subsistante dans les années 2010,.

## Personnalités
- Guillaume Monjaret, sieur de Kerjégu, avocat en la juridiction de Lanvollon en 1664. Il épouse Françoise du Mesnil[1].
- Gilles Monjaret, sieur de Kerjégu, lieutenant de la juridiction de Lanvollon. Il épouse Catherine Blondel, fille de Mathurin Blondel[1].
- Jacques Montjaret, sieur de Kerjégu, né à Lanvollon vers 1692, procureur de la juridiction de Moncontour, miseur et maire de la ville de Moncontour, subdélégué de l'Intendance, député du Tiers aux États de Bretagne de 1740, mort à Moncontour le 25 septembre 1772. Il épouse :

1. à Moncontour, le 12 juillet 1718, Marie-Madeleine Labbé, , décédée le 23 avril 1737, fille de Jean Labbé, sieur de L'Estang, et d'Élisabeth Le Bihan;
2. à Hénansal, le 3 septembre 1737, Françoise-Mathurine Verde, fille de maître François Verde, sieur de La Boulaye, et de Louise Brossard, dame de Noe[1].

- René-Jacques Monjaret, sieur de Kerjégu, né à Moncontour le 27 septembre 1747, avocat en parlement, miseur et maire de Moncontour, député du Tiers et député à la Cour par les États de Bretagne, en 1788, pour obtenir l'élargissement des membres embastillés d'une première députation à la cour desdits États. Il épouse à Rennes, en 1775, Constance Blain de Saint-Aubin, fille de Joseph René-Jacques Blain, écuyer, sieur de Saint-Aubin, conseiller du roi et greffier en chef criminel au parlement de Bretagne, et de Jacquemine-Constance Cailleau[1].
- François Félix Monjaret de Kerjégu, né le 22 septembre 1781, député des Côtes-du-Nord de 1814 à 1830, chevalier de la Légion d'honneur, mort le 4 janvier 1862 à Plérin. Il épouse le 3 juin 1806, Marie Rouxel de Villeféron, fille de François Rouxel de Villeféron, armateur au Légué-Plérin, et de Marie Ohier[1].
  - François-Marie-Jacques Monjaret de Kejégu, né à Moncontour le 1er mars 1809, négociant à Brest de 1830 à 1870, conseiller municipal, président du tribunal et de la chambre de commerce de cette ville ; conseiller général du Finistère ; député de la circonscription de Brest extra-muros au corps législatif, en 1869, membre de la commission d'enquête pour la marine marchande, en février 1871; député du Finistère à l'Assemblée nationale en février 1870, sénateur inamovible en 1876, catholique et monarchiste, chevalier de la Légion d'honneur et de l'Ordre de Léopold de Belgique, mort à Paris le 12 février 1882. Il épouse Marie-Louise Le Guernalec de Keransquer, fille de Louis Le Guernalec de Keransquer, conseiller général de Finistère, et de Marie de Kercadiou[1].
    - James Monjaret de Kerjégu (1846-1908), président du Conseil général, député du Finistère, chevalier de la Légion d'honneur, fondateur du Château de Trévarez, à Saint-Goazec[1].

  - Louis-Marie-Constant Monjaret de Kerjégu, né à Moncontour le 25 juin 1812, conseiller général et député catholique et légitimiste pour la 3e circonscription de Brest en 1876 et 1877, maire de Saint-Goazec, officier de la Légion d'honneur, mort à Brest le 14 avril 1880. Il épouse le 6 novembre 1839, Juliette Lemonnier, fille de François-Marie Lemonnier et d'Adèle Bernard[1].
  - Jules-Marie-Auguste Monjaret de Kerjégu, né à Moncontour le 6 octobre 1816. Contre-amiral, député puis sénateur des Côtes-du-Nord, commandeur de la Légion d'honneur, mort à Paris le 24 mars 1880. Il épouse le 25 octobre 1863, Marie-Thérèse Rouxel de La Villeféron, fille de François Rouxel de La Villeféron, armateur au Légué, et de Marie-Thérèse Denis[1].
    - Jules Monjaret de Kerjégu, né au Légué-Plérin le 15 août 1864, propriétaire du château de Bienassis en Erquy, épouse le 12 juin 1899, Anne-Marie de Keranflec'h-Kernezne, fille de Charles-Joachim-Guillaume et de Paule-Marie-Thérèse de Lambilly[1].
- Ghislaine Monjaret de Kerjégu née de Fresse de Monval (1928-2015), adjointe au Maire d'Erquy (1983-1989 et 1995-2001), déléguée régionale adjointe de La Demeure historique[4].

## Alliances
Les principales alliances de la famille de Kerjégu sont : du Mesnil, Blain de Saint-Aubin (1775), Rouxel de La Villeféron (1806 et 1863), Le Guernalec de Keransquer, de Keranflec'h-Kernezne (1899), de Fresse de Monval, etc ...

## Postérité
- Rue Monjaret-de-Kerjégu à Brest
- Hôtel de Kerjégu à Moncontour

## Galerie

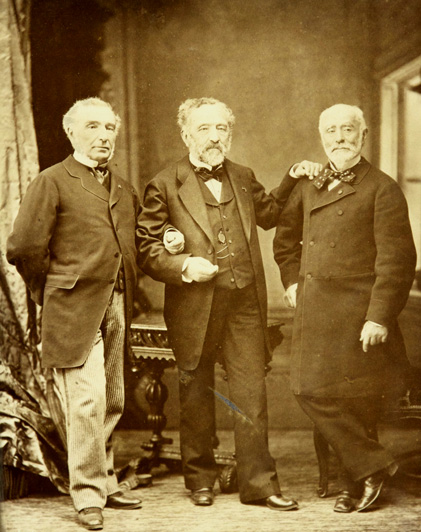
Portrait des trois frères Kerjegu : de gauche à droite, Louis, François et Jules de Kerjégu (originaires de Moncontour (Côtes-du-Nord), les deux premiers achètent les terres de Trévarez en 1845)
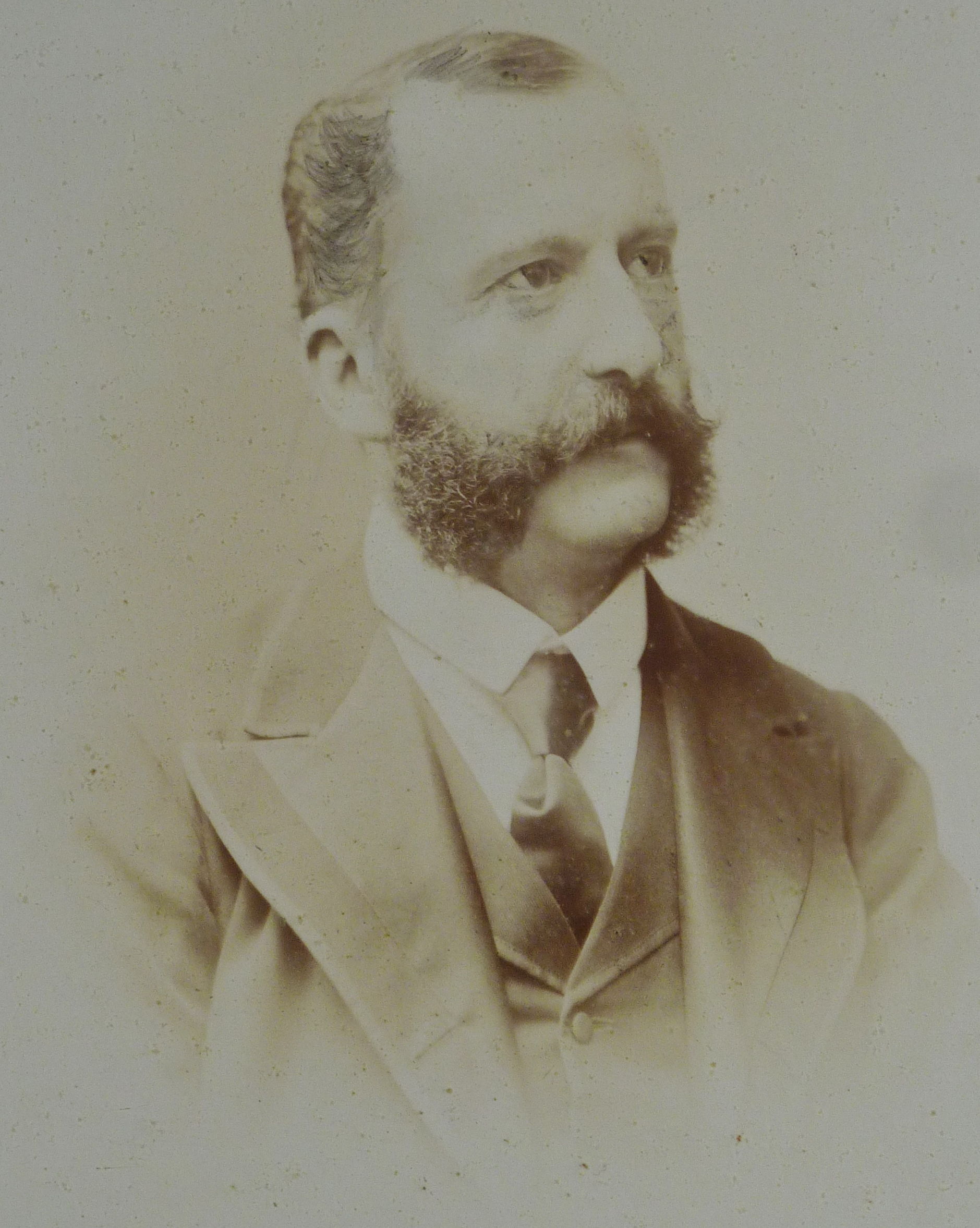
James de Kerjégu
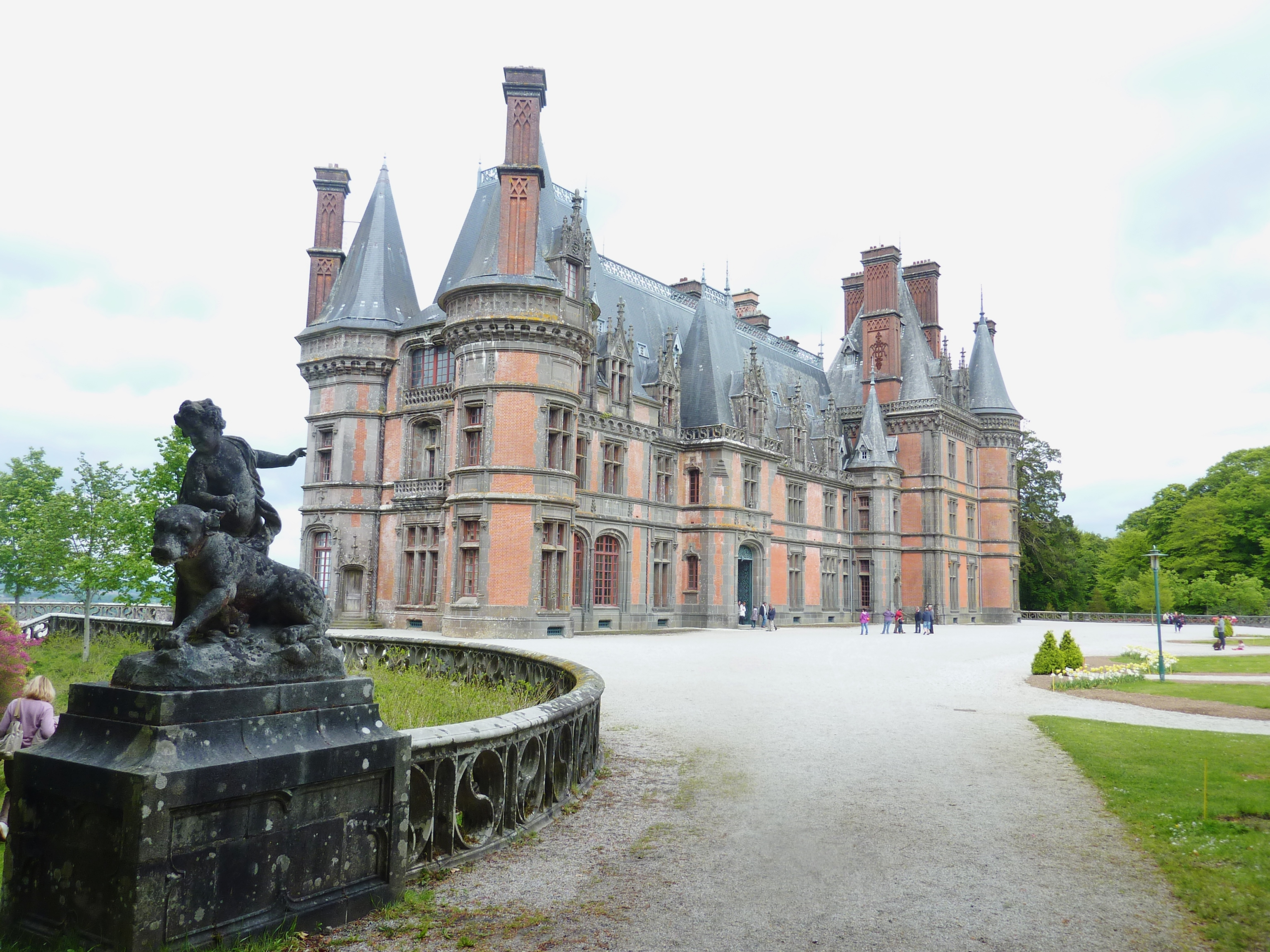
Château de Trévarez en Saint Goazec (Finistère)
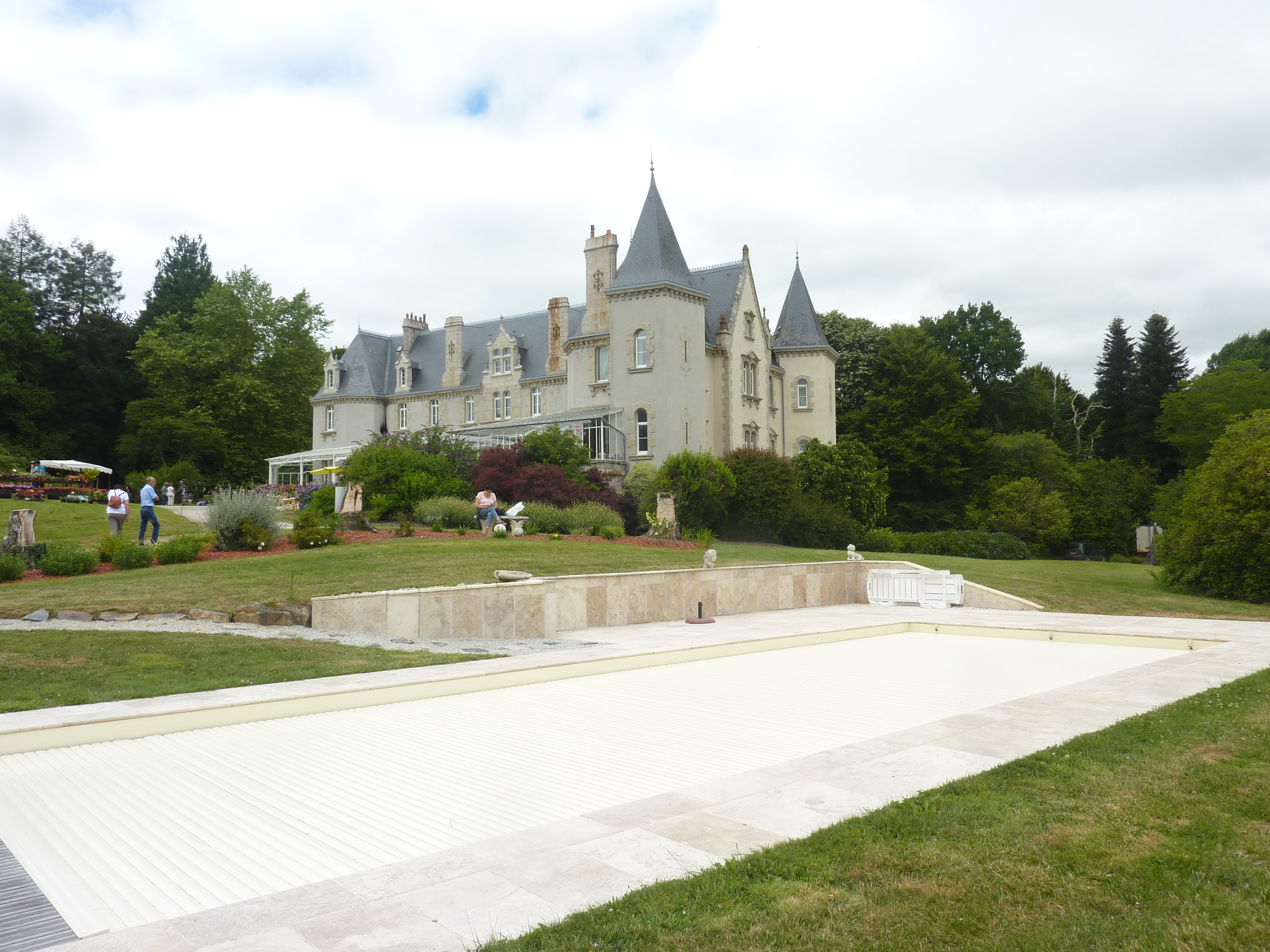
Château de Kervoazec

## Pour approfondir